# ИК-6 Мелехово
ИК-6 Мелехово (ФКУ ИК-6 УФСИН России по Владимирской области) — российская мужская исправительная колония строгого режима в посёлке Мелехово (Владимирская область), Ковровский район, по адресу Первомайская ул., д 261-A.
Образована в 1959 году.
Лимит наполнения: 1500 человек, включая участок колонии-поселения на 29 мест и ЕПКТ на 20 мест. Вид режима: строгий.
В колонии практикуются пытки, изнасилования, убийства и доведения до самоубийства заключённых.

## Известные политзаключённые
- Навальный, Алексей Анатольевич — российский политик (с июня 2022 года по декабрь 2023 года, этапирован в ИК-3 Харп на Ямале).